# Михайлівка (Каховський район)
Миха́йлівка — село в Україні, у Верхньорогачицькій селищній громаді Каховського району Херсонської області. Населення становить 329 осіб.
24 лютого 2022 року село тимчасово окуповане російськими військами під час російсько-української війни.

## Населення
Згідно з переписом УРСР 1989 року чисельність наявного населення села становила 411 осіб, з яких 180 чоловіків та 231 жінка.
За переписом населення України 2001 року в селі мешкало 329 осіб.

### Мова
Розподіл населення за рідною мовою за даними перепису 2001 року:
| Мова       | Відсоток |
| ---------- | -------- |
| українська | 90,58 %  |
| російська  | 8,81 %   |
| білоруська | 0,30 %   |
| молдовська | 0,30 %   |